# WinAsm Studio
WinAsm Studio — бесплатная среда разработки программного обеспечения для Windows и DOS, изначально предназначенная для написания программ на языке ассемблера.
Создана программистом Антонисом Киприану.

## Возможности
- Подсветка синтаксиса
- Автодополнение кода
- Менеджер проектов
- Полная настройка IDE
- Поддержка плагинов
- Редактор ресурсов
- Примеры использования

## Поддерживаемые ассемблеры
По умолчанию, среда разработки ориентирована на работу с MASM, но также возможно и подключение других ассемблеров, к примеру FASM.
Надстройка для подключения ассемблера FASM позволяет выполнять последовательность команд (до 5), что позволяет организовать поддержку практически любого ассемблера.
Также данная надстройка позволяет выполнять пакетные файлы, самокомпилирующиеся пакетные файлы и вызывать утилиты MAKE, что снимает ограничения на использование других компиляторов. Консольные сообщения при этом могут перенаправляться в окно вывода для удобства последующего анализа ошибок.